# Wladimir Iliew (Komponist)
Wladimir Iliew (* 29. September 1935 in Jambol, Bulgarien) ist ein Komponist, Musiker und Musikpädagoge.

## Leben
Wladimir Iliew wurde 1935 in der südbulgarischen Kleinstadt Jambol geboren. Seine Mutter war Lehrerin und sein Vater Instrumentenbauer. Wladimir musste im Alter von vier Jahren das Geigenspiel erlernen. Obwohl er das Instrument auf Grund der Repressalien des Vaters in der Kindheit hasste, studierte er nach dem Abitur von 1954 bis 1959 in Sofia Violine sowie Harmonielehre und Musikgeschichte. Die dreijährige Dienstpflicht im Militär absolvierte er als Musiker im Staatlichen Militärensemble Bulgariens. Anschließend war er als Kapellenleiter in Sofia tätig.
Seine große Zuneigung zur damals im sozialistischen Bulgarien verbotenen Jazzmusik begann in der Jugend damit, dass er nachts gemeinsam mit Freunden Jazzsendungen des amerikanischen Senders AFN hörte. Da es keine Jazznoten zu kaufen gab, wurden Titel nach dem Gehör per Hand in Noten geschrieben und in kleinen Besetzungen heimlich gespielt. Beim gemeinsamen Musizieren entwickelten die jungen Jazz-Enthusiasten als Autodidakten unter sich die Fähigkeiten zum Improvisieren. Auf einem von ihm spielbar gemachten Saxophon brachte er sich selbst das Spielen bei, was zu einer lebenslangen musikalischen Leidenschaft werden sollte. Die damalige staatliche Konzertagentur in Bulgarien verbot das Saxophonspiel, weil dies „dekadente Musik war, die nicht zur Erziehung sozialistischer Persönlichkeiten beitrug“. Das war de facto ein Berufsverbot. So blieb ihm bis auf weiteres nur das Musizieren mit der Violine.
Durch einen glücklichen Zufall konnte Wladimir Iliew 1963 mit einer bulgarischen Combo in der DDR ein Engagement antreten. Sie spielten damals in Dessau, Halle/Saale, Quedlinburg und Merseburg mit großem Erfolg. Am Nachmittag waren es Konzerte mit vorwiegend klassischem Repertoire und am Abend wurde zum Tanz gespielt.
Im Jahr 1964 heiratete er und nach der Wende wurde er 1992 deutscher Staatsbürger.
In den 1960er Jahren war er mit eigenen Besetzungen meist mit bulgarischen Musikern auf Tour. Im Jahr 1971 nahm er an der Musikschule in Merseburg eine Lehrtätigkeit auf. Gleichzeitig begann er ein Fernstudium an der Hochschule für Musik Franz Liszt in Weimar in den Fächern Saxophon, Gitarre und Schlagzeug, das er mit ausgezeichneten Leistungen abschloss.
Am Konservatorium „Georg Friedrich Händel“ in Halle/Saale begann er im Jahre 1977 als Dozent für die Fächer Saxophon, Schlagzeug und Gitarre. Neben der Unterrichtstätigkeit nahm er Einfluss auf die inhaltliche Profilierung des Konservatoriums. Er baute den Bereich Tanz- und Unterhaltungsmusik auf, wodurch die bisherige überwiegend klassisch orientierte Ausbildung eine Erweiterung erfuhr.
Neben der musikerzieherischen Arbeit wirkt er als freischaffender Komponist und als Interpret. So gründete er im Jahr 1986 in Halle die erste Klasse zur jazzangewandten Ausbildung von Berufsmusikern in der DDR. Im Auftrag der Generaldirektion für Unterhaltungskunst der DDR folgte 1988 die Bildung der ersten und einzigen Improvisationsklasse für Musiker.
Mit der Schaffung eines eigenen privaten Studios in den 1980er Jahren erweiterte er sein Wirkungsfeld für das Komponieren, Unterrichten und Üben.
Seit 1977 war Wladimir Iliew Mitglied des Verbandes Deutscher Komponisten und Musikwissenschaftler. Sein umfangreiches kompositorisches Schaffen umfasst Kompositionen für Orchester, für große Besetzungen, Jazztitel für Gitarren- und Saxophonbesetzungen sowie für Solopiano bis hin zu sakralen Themen. Seit 1982 war er Leiter der Sektion Jazz und Rockmusik im Komponistenverband. Die Uraufführungen seiner Werke sind in den Heften „Zeitgenössisches Musikschaffen in der DDR“, herausgegeben von der Sächsischen Landesbibliothek Dresden, veröffentlicht. Seine Mitgliedschaft im Komponistenverband gab er 2010 auf.
Neben der kompositorischen Arbeit ist Wladimir Iliew Verfasser von musikpädagogischen Werken, u. a. einer dreibändigen Schule für Plektrumgitarre (gemeinsam mit Thomas Buhé), einer Sammlung von Stücken für Sologitarre und eines Songbooks. Die Gitarrenschule ist seit 1987 Grundlage der Ausbildung an Musikschulen und anderen Einrichtungen.
1993 gründete er das Jugendjazzorchesters Sachsen-Anhalt, dessen Leiter er auch war.
Seit dem Jahr 2004 lebt Wladimir Iliew mit seiner Frau Thea in Bad Lauchstädt. Gerade hat er die Vertonung von Ringelnatz-Gedichten abgeschlossen. Er hat seine Kompositionen einschließlich ausführlicher Notenmaterialien mit dazugehörigen digitalen Tonträgern archiviert und im Jahr 2015 dem Kurt Weill Zentrum in Dessau zur Bewahrung seiner Musik übergeben.

## Ausgewählte Kompositionen
- Circle 1981; Synthesizer und Streicher
- African Express 1982; Synthesizer, Percussion und Bigband
- Konzert für Bassgitarre und Streicher 1983
- PAX NECESSE EST 1985; 4 Saxophone, 3 Trompeten, 2 Schlagzeuge
- LEUNA WERKE MUSIK 1985; Sopransaxophon, Gitarre, Piano, Schlagzeug und aufgenommene Werksgeräusche auf CD
- Melodram für Ostafrika 1986; 4 Bläser, Piano, Bass, Schlagzeug
- Pop-Concertino für Flügelhorn, Tenorsaxophon, Jugendsinfonieorchester
- E-Symbiose U 1987; 2 Vocalistinnen, Saxophon, Piano
- Concertino für Gitarre und Streicher 1987
- Die verfluchte Stalinzeit 1989; Saxophonquartett
- Saxophonsymposium 1989, 4 Saxophone
- Quari atonal 1989; Saxophontrio
- Konzert für Tenorsaxophon und Piano 1990
- Boulevard Bounce 1991; Saxophonsextett
- Blue Calls 1991; Saxophonquartett
- Funky Saxophone 1991; Saxophonquartett
- Saxophon-Jump 1991; Saxophonquartett
- EAST OF EDEN 1992 (Musikprojekt zur gleichnamigen Ausstellung in Mosigkau); Saxophon, Keyboard, Violoncello, Vocalistin
- TELEKOM Musik 1992; Saxophonquartett
- Festliche Musik in zwei Sätzen 1994; 2 Saxophone, Trompete, Posaune, Percussionsgruppe
- Das Erwachen 1994; Saxophontrio
- 5 Jahre danach 1995; Saxophon, Keyboard, Gitarre, Percussion
- Concerto für Tenorsaxophon und Klavier 1996
- Fiesta Mexicana und Siera Morena 1996; Gitarrentrio
- Memorial für E. U. 1997; Trompete, Baritonsaxophon, Gitarre, Piano, Bass, Schlagzeug
- Jugendquartett 1997; Klarinette, Konzertgitarre, Bass, Piano
- Magnificat „Wo ist Betlehem heute?“ 1999; 3 Saxophone, Gitarre, Sprecher
- Neue Geistliche Musik 1999; Saxophontrio, Gitarre, Sprecher
- Sonate für Tenorsaxophon und Piano 2002
- Zyklus von 6 Kompositionen für Saxophontrio, Piano, Schlagzeug 2004 (Osterhymnus, the three, Ragtime, Passion eines Drogensüchtigen, Tango contra Techno, Saxologie)
- Santa Crusis Dedicatum 2005; Tenorsaxophon, Piano, Bass
- Zyklus von Kompositionen für die Jugend 2008; Tenorsaxophon, Bass, Klavier, Sprecher
- GO DOWN MOSES in drei Variationen, Tocatta 2010; Orgel, Sopransaxophon
- Sonate für Orgel und Sopransaxophon 2010
- Sommerfantasie für Orgel 2010
- Vertonung von 8 Gedichten von Joachim Ringelnatz 2015; Gesang, Klavier

| Personendaten    | Personendaten                                     |
| ---------------- | ------------------------------------------------- |
| NAME             | Iliew, Wladimir                                   |
| KURZBESCHREIBUNG | bulgarischer Komponist, Musiker und Musikpädagoge |
| GEBURTSDATUM     | 29. September 1935                                |
| GEBURTSORT       | Jambol                                            |